# Patinação artística nos Jogos Olímpicos de Inverno de 1964 - Duplas
A competição de duplas da patinação artística nos Jogos Olímpicos de Inverno de 1964 foi disputado entre 17 duplas.

## Medalhistas
| Ouro   | URS Ludmila Belousova / Oleg Protopopov                               |
| Prata  | EUA Marika Kilius / Hans Jürgen Bäumler CAN Debbi Wilkes / Guy Revell |
| Bronze | USA Vivian Joseph / Ronald Joseph                                     |

## Medalha de prata
Originalmente, a dupla soviética Ludmila Belousova e Oleg Protopopov ficaram com o ouro, a dupla alemã Marika Kiliuse Hans Jürgen Bäumler ficaram com a prata, e a dupla canadense Debbi Wilkes e Guy Revell ficaram com o bronze. Porém após suspeita que Marika Kilius e Hans Jürgen Bäumler tinham assinado um contrato profissional com o Holiday on Ice, o que era proibido na época pelo Comitê Olímpico Internacional, que proibia que atletas olímpicos recebessem dinheiro, a dupla teve que devolver as medalhas de prata, e assim a dupla canadense foi elevada a medalha de prata e a dupla americana Vivian Joseph e Ronald Joseph foram elevados para medalha de bronze.
Mas em 1987, o COI voltou atrás e devolveu a medalha de prata para dupla alemã, realizando uma nova cerimônia na televisão para devolver as medalhas. Porém as demais duplas não foram contatadas ou devolveram as medalhas, e nos registros do COI a dupla canadense aparecia com o bronze, e a dupla americana não aparecia entre os medalhistas. Somente em 2013 o COI decidiu oficialmente que as duplas alemã e canadense vão oficialmente dividir a medalha de prata, e que a dupla americana não terá que devolver o bronze, sendo declarados medalhistas de bronze.

## Resultados
| #                 | Nome                                       | País                   | Pontos | Pos.  |
| ----------------- | ------------------------------------------ | ---------------------- | ------ | ----- |
| Medalha de ouro   | Ludmila Belousova / Oleg Protopopov        | URS União Soviética    | 104.4  | 13    |
| Medalha de prata  | Marika Kilius / Hans Jürgen Bäumler        | EUA Equipe Alemã Unida | 103.6  | 15    |
| Medalha de prata  | Debbi Wilkes / Guy Revell                  | CAN Canadá             | 98.5   | 35.5  |
| Medalha de bronze | Vivian Joseph / Ronald Joseph              | USA Estados Unidos     | 89.2   | 35.5  |
| 5                 | Tatiana Zhuk / Aleksandr Gavrilov          | URS União Soviética    | 96.6   | 45    |
| 6                 | Gerda Johner / Rüdi Johner                 | SUI Suíça              | 95.4   | 56    |
| 7                 | Judianne Fotheringill / Jerry Fotheringill | USA Estados Unidos     | 94.7   | 69.5  |
| 8                 | Cynthia Kauffman / Ronald Kauffman         | USA Estados Unidos     | 92.8   | 74    |
| 9                 | Agnesa Wlachovska / Peter Bartosiewicz     | TCH Checoslováquia     | 91.8   | 84    |
| 10                | Milada Kubikova / Jaroslav Votruba         | TCH Checoslováquia     | 88.9   | 97    |
| 11                | Brigitte Wokoeck / Heinz-Ulrich Walther    | EUA Equipe Alemã Unida | 88.8   | 103.5 |
| 12                | Gerlinde Schönbauer / Wilhelm Bietak       | AUT Áustria            | 87.7   | 108   |
| 13                | Margit Senf / Peter Göbel                  | EUA Equipe Alemã Unida | 87.9   | 113.5 |
| 14                | Faye Strutt / Jim Watters                  | CAN Canadá             | 85.3   | 122.5 |
| 15                | Ingeborg Strell / Ferdinand Dedovich       | AUT Áustria            | 83.6   | 129   |
| 16                | Linda Ward / Neil Carpenter                | CAN Canadá             | 84.2   | 128.5 |
| 17                | Monique Mathys / Yves Ällig                | SUI Suíça              | 81.5   | 147.5 |

Legenda
| Recorde mundial      | Recorde mundial (World record)               |                       | Recorde africano                      | Recorde africano (African) |                                           | Q | Classificado por posição (Qualified) |
| Recorde olímpico     | Recorde olímpico (Olympic record)            | Recorde da América    | Recorde da América (Americas)         | q                          | Classificado por melhor tempo (Qualified) |   |                                      |
| Melhor marca do ano  | Melhor marca do ano (World leading)          | Recorde asiático      | Recorde asiático (Asian)              | DNS                        | Não largou (Did not start)                |   |                                      |
| Recorde nacional     | Recorde nacional (National record)           | Recorde europeu       | Recorde europeu (European)            | DNF                        | Não terminou (Did not finish)             |   |                                      |
| Recorde pessoal      | Recorde pessoal do atleta (Personal best)    | Recorde da Oceania    | Recorde da Oceania (Oceania)          | DSQ / DQ                   | Desclassificado (Disqualified)            |   |                                      |
| Recorde da temporada | Recorde da temporada do atleta (Season best) | Recorde sul-americano | Recorde sul-americano (South America) | NM                         | Sem marca (No mark)                       |   |                                      |